# Montestruc-sur-Gers
Montestruc-sur-Gers è un comune francese di 726 abitanti situato nel dipartimento del Gers nella regione dell'Occitania.

## Società

### Evoluzione demografica
Abitanti censiti